# Guillermo Montesinos Serrano
Guillermo Montesinos Serrano (Castelló de la Plana, 10 de gener del 1948) és un actor valencià.
Puja per primera volta a un escenari amb només dotze anys en un grup de teatre aficionat. Més avant cursa estudis d'Art Dramàtic i el 1969 s'instal·la a Madrid.
Debuta en el cine el 1975 i durant uns anys intervé en multitud de pel·lícules, quasi sempre en papers secundaris, encara que la seua carrera se centra sobretot en teatre durant eixa època.
En la dècada dels huitanta la seua trajectòria experimenta una evolució ascendent, gràcies a títols com La vaquilla (1984), de Luis García Berlanga, La vida alegre (1987), de Fernando Colomo o Mujeres al borde de un ataque de nervios (1988), de Pedro Almodóvar on interpreta un inoblidable taxista excèntric.
En els últims anys ha compaginat la televisió (Pero ¿esto que es?, 1990-1991; Los ladrones van a la oficina, 1993-1995; Contigo pan y cebolla, 1997) amb el cine i el teatre.
Va estar molt de temps representant el paper de sacerdot en la reeixida sèrie de Televisió Valenciana L'Alqueria Blanca, però fa dues temporades que el seu lloc l'ocupe un altre actor.

## Filmografia (selecció)
- Barlovento (2007)
- Locos por el sexo (2006)
- Rojo sangre (2004)
- París Tombuctú (1999)
- Todos a la cárcel (1993)
- Supernova (1993)
- El hombre de la nevera (1993)
- Disparate nacional (1990)
- Ni se te ocurra... (1990)
- Si te dicen que caí (1989)
- Amanece, que no es poco (1989)
- Mujeres al borde de un ataque de nervios (1988)
- La Vida alegre (1987)
- Sé infiel y no mires con quién (1985)
- La Corte de Faraón (1985)
- Luces de bohemia (1985)
- La vaquilla (1985)
- El Pico II (1984)
- Los zancos (1984)
- Les últimes tardes amb Teresa (1984)
- Juana la loca... de vez en cuando (1983)
- Le llamaban J.R. (1982)
- Femenino singular (1982)
- Buenas noches, señor monstruo (1982)
- Las aventuras de Enrique y Ana (1981)
- La fuga de Segovia (1981)
- Gary Cooper, que estás en los cielos (1980)
- El crimen de Cuenca (1980)
- Siete días de enero (1979)
- La Carmen (1976)

## Teatre (selecció)
- 5 gays.com (2005)
- Rosa de dos aromas (2002) (com a director).
- Ay Caray (1999)
- Las obras completas de William Shakespeare (1997)
- Tócala otra vez, Sam! (1989)
- La Reina del Nilo (1986)
- La ilustre fregona (1982)
- De san Pascual a san Gil (1979)

## Televisió (selecció)
- Cuéntame (2015-2016-2017)
- La que se avecina (2014)
- L'Alqueria Blanca (2007)
- Severo Ochoa. La conquista de un Nobel (2001)
- Los ladrones van a la oficina (1993-1995)